# Молино Трагелино (Ређо Емилија)
Молино Трагелино је насеље у Италији у округу Ређо Емилија, региону Емилија-Ромања.
Према процени из 2011. у насељу је живело 15 становника. Насеље се налази на надморској висини од 28 м.